# Casinaria sordidata
Casinaria sordidata là một loài tò vò trong họ Ichneumonidae.